# Jean-Jacques Heilmann (photographe)
Ne pas confondre avec son fils Jean-Jacques Heilmann (inventeur).
Pour les articles homonymes, voir Jean-Jacques Heilmann et Heilmann.

Photographie d'une gorge à Eaux-Chaudes, vers 1855.

Jean-Jacques Heilmann (Mulhouse, 4 septembre 1822 - Gelos, 23 janvier 1859) est un photographe français, né dans une famille de la bourgeoisie protestante de Mulhouse (Alsace), ayant réalisé l’essentiel de son œuvre à Pau (Pyrénées-Atlantiques) entre 1852 et 1857.

## Biographie
Jean-Jacques Heilmann est le fils de Josué Heilmann (1796–1848), manufacturier mulhousien et inventeur de systèmes d’amélioration des machines à tisser.
Membre fondateur en 1854 de la Société française de photographie, et membre associé du Photographic Club of Great Britain, il exposa son travail à l'Exposition universelle de 1855 à Paris.
Il faisait partie avec John Stewart et Farnham Maxwell-Lyte du groupe des « photographes primitifs palois », appelé aussi « École de Pau », travaillant sur la région de Pau, le Béarn et les Pyrénées (portraits, paysages et vues urbaines) alors qu’aucun d’entre eux n’était originaire de cette région. Il réalisa des calotypes d’un grand raffinement. 
Il ouvrit à Pau en 1854 une imprimerie photographique inspirée de celle de Louis Désiré Blanquart-Evrard et inventa un procédé d’agrandissement des négatifs.
Son fils est l'inventeur Jean-Jacques Heilmann.
Collections de photographies de Jean-Jacques Heilmann et de l’École de Pau :
1. Cleveland Museum of Art[3] ;
2. Musée pyrénéen de Lourdes[4] ;
3. Archives départementales des Pyrénées-Atlantiques.